# シャトークア郡 (カンザス州)
シャトークア郡（英: Chautauqua County）は、アメリカ合衆国カンザス州の南部に位置する郡である。2010年国勢調査での人口は3,669人であり、2000年の4,359人から15.8%減少した。郡庁所在地はセダン市（人口1,124人）であり、同郡で人口最大の都市でもある。郡名はニューヨーク州シャトークア郡から採られた。

## 歴史
シャトークア郡となった地域に最初の白人開拓者が入ったのは1868年7月のことだった。
シャトークア郡は1875年6月1日のカンザス州議会法によって、ハワード郡をエルク郡（北半分）とシャトークア郡に分割して創設された。当時の人口は約7,400人だった。

## 法と政府
シャトークア郡はアルコールを禁じる、すなわち「ドライ」の郡だったが、1986年にカンザス州憲法が修正され、住民は2008年の投票で個人が嗜むアルコール飲料の販売を承認した。ただし、食料販売量制限は付かなかった。

## 地理
アメリカ合衆国国勢調査局に拠れば、郡域全面積は644.83平方マイル (1,670.1 km2)であり、このうち陸地は641.69平方マイル (1,662.0 km2)、水域は3.14平方マイル (8.1 km2)で水域率は0.49%である。

### 主要高規格道路
出典:  National Atlas, U.S. Census Bureau
- アメリカ国道166号線
- カンザス州道38号線
- カンザス州道99号線

### 隣接する郡
- エルク郡 - 北
- モンゴメリー郡 - 東
- ワシントン郡 (オクラホマ州) - 南東
- オーセージ郡 (オクラホマ州) - 南
- カウリー郡 - 西

## 人口動態

人口ピラミッド

以下は2000年の国勢調査による人口統計データである。
| 基礎データ - 人口: 4,3591人 - 世帯数: 1,796 世帯 - 家族数: 1,235 家族 - 人口密度: 3人/km2（7人/mi2） - 住居数: 2,169軒 - 住居密度: 1軒/km2（3軒/mi2） 人種別人口構成 - 白人: 93.83% - アフリカン・アメリカン: 0.30% - ネイティブ・アメリカン: 3.58% - アジア人: 0.07% - 太平洋諸島系: 0.05% - その他の人種: 0.34% - 混血: 1.84% - ヒスパニック・ラテン系: 1.35% 年齢別人口構成 - 18歳未満: 23.4% - 18-24歳: 6.1% - 25-44歳: 20.9% - 45-64歳: 25.2% - 65歳以上: 24.3% - 年齢の中央値: 45歳 - 性比（女性100人あたり男性の人口） - 総人口: 93.6 - 18歳以上: 91.2 | 世帯と家族（対世帯数） - 18歳未満の子供がいる: 26.2% - 結婚・同居している夫婦: 57.3% - 未婚・離婚・死別女性が世帯主: 7.9% - 非家族世帯: 31.2% - 単身世帯: 29.4% - 65歳以上の老人1人暮らし: 16.4% - 平均構成人数 - 世帯: 2.34人 - 家族: 2.87人 収入と家計 - 収入の中央値 - 世帯: 28,7176米ドル - 家族: 33,871米ドル - 性別 - 男性: 25,083米ドル - 女性: 21,346米ドル - 人口1人あたり収入: 16,280米ドル - 貧困線以下 - 対人口: 12.2% - 対家族数: 9.0% - 18歳未満: 15.8% - 65歳以上: 10.6% |

## 都市と町

### 法人化された都市
都市名の後の数字は2010年国勢調査での人口を示す。
- セダン, 1,124 - 郡庁所在地
- シーダーベイル, 579
- ペルー, 139
- ニオテイズ, 82
- シャトークア, 111
- エルジン, 89

### その他の町
- クロバーデール
- グラフトン
- ヘイル
- ヒューインズ
- ジョーンズバーグ
- ロー
- モネット
- ロジャーズ
- ウォウネタ

### 廃村
- レイトン
- リーズ
- マタンザス
- ムーア
- オスロ

## 郡区
シャトークア郡は12の郡区に分けられている。どの都市も「政治的に独立」と見なされず、下記郡区の数字に含まれている。下表で「人口中心」は最大都市であり、特に大きな数字でなければ、郡区の人口に含まれるものである。
| 郡区 | FIPSコード | 人口中心       | 人口  | 人口密度 /km2 (/sq mi) | 陸地面積 km2 (sq mi) | 水域 km2 (sq mi) | 水域率(%) | 座標                                                              |
| --- | ---------- | -------------- | ----- | ---------------------- | -------------------- | ---------------- | --------- | ----------------------------------------------------------------- |
| ベルビル                                                                                                | 05575      |                | 675   | 4 (11)                 | 155 (60)             | 0 (0)            | 0.14%     | 北緯37度3分50秒 西経96度7分48秒 / 北緯37.06389度 西経96.13000度   |
| ケイニービル                                                                                            | 10425      |                | 88    | 1 (2)                  | 144 (55)             | 1 (0)            | 0.38%     | 北緯37度15分23秒 西経96度27分27秒 / 北緯37.25639度 西経96.45750度 |
| センター                                                                                                | 11575      |                | 75    | 1 (1)                  | 144 (56)             | 1 (0)            | 0.80%     | 北緯37度15分28秒 西経96度18分31秒 / 北緯37.25778度 西経96.30861度 |
| ハリソン                                                                                                | 30275      |                | 114   | 1 (2)                  | 142 (55)             | 0 (0)            | 0.14%     | 北緯37度4分3秒 西経96度26分32秒 / 北緯37.06750度 西経96.44222度   |
| ヘンドリックス                                                                                          | 31300      |                | 179   | 1 (3)                  | 142 (55)             | 0 (0)            | 0.05%     | 北緯37度1分12秒 西経96度18分42秒 / 北緯37.02000度 西経96.31167度  |
| ジェファーソン                                                                                          | 35125      | シーダーベイル | 834   | 6 (15)                 | 144 (56)             | 1 (0)            | 0.45%     | 北緯37度6分45秒 西経96度29分12秒 / 北緯37.11250度 西経96.48667度  |
| ラファイエット                                                                                          | 37650      |                | 65    | 0 (1)                  | 154 (59)             | 2 (1)            | 1.40%     | 北緯37度15分36秒 西経96度10分20秒 / 北緯37.26000度 西経96.17222度 |
| リトルケイニー                                                                                          | 41525      |                | 353   | 3 (8)                  | 117 (45)             | 0 (0)            | 0.31%     | 北緯37度3分51秒 西経96度1分5秒 / 北緯37.06417度 西経96.01806度    |
| ソルトクリーク                                                                                          | 62775      |                | 123   | 1 (3)                  | 127 (49)             | 0 (0)            | 0.34%     | 北緯37度15分13秒 西経96度1分34秒 / 北緯37.25361度 西経96.02611度  |
| セダン                                                                                                  | 63775      | セダン         | 1,660 | 13 (34)                | 128 (49)             | 1 (0)            | 0.65%     | 北緯37度7分50秒 西経96度11分6秒 / 北緯37.13056度 西経96.18500度   |
| サミット                                                                                                | 69025      |                | 106   | 1 (2)                  | 144 (56)             | 1 (0)            | 0.40%     | 北緯37度8分17秒 西経96度19分53秒 / 北緯37.13806度 西経96.33139度  |
| ワシントン                                                                                              | 75550      |                | 87    | 1 (2)                  | 121 (47)             | 1 (0)            | 0.71%     | 北緯37度7分41秒 西経96度0分52秒 / 北緯37.12806度 西経96.01444度   |
| Sources: “Census 2000 U.S. Gazetteer Files”. U.S. Census Bureau, Geography Division. 2012年4月1日閲覧。 |            |                |       |                        |                      |                  |           |                                                                   |

## 教育

### 統一教育学区
- シーダーベイル USD 285
- セダン USD 286